# دیوید استال
دیوید استال (انگلیسی: David Stahl) یک دانشمند و استاد دانشگاه آمریکایی در زمینهٔ بوم‌شناسی میکروبی و مهندسی محیط زیست است.
شهرت او به واسطهٔ به‌کارگیری علمِ اکولوژی میکروبی مولکولی در حوزهٔ مهندسی محیط زیست است. وی مدرک کارشناسی خود را در رشتهٔ میکروب‌شناسی از دانشگاه واشینگتن و کارشناسی ارشد و دکترای خود را در همین رشته از دانشگاه ایلینوی اربانا-شمپین دریافت کرد. مابین سال‌های ۱۹۹۴ تا ۲۰۰۰ او استاد دانشگاه نورث‌وسترن و از سال ۲۰۰۰ استاد دانشگاه واشینگتن بوده است. او عضو آکادمی میکروب‌شناسی آمریکا است و در سال ۲۰۱۲ به عضویت آکادمی ملی مهندسی انتخاب شد. وی در سال ۲۰۰۶، جایزه پروکتر اند گمبل در میکروب‌شناسی کاربردی و محیطی را از انجمن میکروب‌شناسی آمریکا دریافت کرد.